# Feinboden
Als Feinboden bezeichnet man den Anteil des Gesamtbodens, dessen Bodenpartikel eine Korngröße kleiner als 2 mm aufweisen. Dazu gehören die Bodenarten  Sand, Schluff (oder Silt), Ton und Lehm. 
Gröbere Bestandteile mit einem Äquivalentdurchmesser größer als 2 mm wie etwa Kies, Verwitterungsgrus oder Steine werden als Bodenskelett bzw. Grobboden bezeichnet.